# 庄川峡長崎温泉
庄川峡長崎温泉（しょうがわきょうながさきおんせん）は、富山県南砺市利賀村長崎字川戸山に所在する温泉。
本項では、前身となる新大牧温泉（しんおおまきおんせん）についても記述する。

## 歴史
1971年の長崎大橋開通時、当時全戸離村し無人となっていた北原・長崎地区であるが、1973年、庄川観光がこの地に大牧温泉から引湯した温泉を有するホテル（計3棟、300人収容）を誘致し、さらに温泉付き別荘分譲地を造成するなどし、さらに利賀村（当時）に対しスキー場の建設やユースホステスまたは国民宿舎の誘致、道路と橋梁の整備、診療所と駐在所の設置などを要望し、新大牧温泉と称する一大温泉村を開発する計画を発表した（スキー場は後に建設困難の為頓挫）。
その後、計画はトナミ商事に引き継がれ、難工事の末、1975年に北原荘の上手まで7kmの引湯に成功し、1977年5月22日には引湯式が執り行われた。しかし引湯に巨額をかけたためホテル建設は中止となり、分譲地も売れず、利賀村当局でも民宿経営者を探し回る事になった。
当初は『長崎温泉』という名称であったが、民宿『ながさき家』に有利になることを考慮し、『新大牧温泉』と呼ぶようになった。
2004年秋の平成16年台風第23号により、大牧温泉からのポンプ設備などが壊れ、以降温泉が使えないままの営業を余儀無くされた、このため5軒の旅館、民宿が出資し、2005年末から北原荘の前で温泉の掘削工事を行い、2006年8月10日のポンプの試運転を以て新たな源泉の使用が開始された。これ以降、温泉名も『庄川峡長崎温泉』と名乗るようになった。

## 温泉諸元（庄川峡長崎温泉）
- 泉温 - 25.9℃[1]
- 湧出量 - 約130 L/分（動力揚水）[1]
- pH - 9.45[1]
- 溶存物質 - 152.3mg/kg[1]
- 源泉の深さ - 652m[1]

大牧温泉からの引湯時代は含石膏弱食塩泉であった。

## 温泉街
5軒の利用許可施設（北原荘、利賀乃家、民宿茂兵衛、ながさき家、古民家の宿おかべ）が存在する。かつては民宿の勇山荘（1979年開業）も存在していた。
北原荘
1976年にトナミ地方浄化センターの従業員の厚生施設として建設される。その後順次増築され、1978年に旅館化された。30台駐車可能な駐車場が完備されている。
テレビアニメ『ゆるゆり♪♪』第1話の劇中で登場した温泉旅館のモデルとなっている（実物とは建物の配置が逆となっている）。
古民家の宿おかべ
岡部組の老夫婦が離村後に留守番として使用していた施設を、引湯時の工事作業員の宿舎を経て、1979年6月（一部資料では1978年、または1983年8月）に湯権を取得し、『民宿岡部』を開く。
ながさき家
1979年に民宿『長崎屋』として開業。
茂兵衛
1979年に長崎で民宿として開業（開業時期はおかべの2か月後である）。
利賀乃家
1996年、北原にて開業。
当地区では1993年から毎年4月に長崎で口山地区温泉さくら祭りが開催されている。